# Rhynchostele
Rhynchostele es un  género que contiene varias especies de orquídeas epífitas. Se distribuyen en Centroamérica, por el Sur de México y Costa Rica. Creado  con especies procedentes del género Odontoglossum, estudios moleculares demostraron que Amparoa es cladísticamente parte de este, por lo que fue reclasificado dentro del mismo.

## Descripción
Estas especies epífitas tienen preferencias de temperaturas cálidas a frescas con alto grado de humedad. Florecen en primavera y verano.

## Hábitat
Se encuentran en bosques de montaña en alturas entre 700 y 1750 m s. n. m.

## Sinonimia
- Amparoa
- Lemboglossum[1]

## Especies
- Rhynchostele aptera (Lex.) Soto Arenas y Salazar, Orquídea (Ciudad de México), n.s., 13: 146 (1993)
- Rhynchostele bictoniensis (Bateman) Soto Arenas & Salazar, Orquídea (Ciudad de México), n.s., 13: 147 (1993)
- Rhynchostele candidula (Rchb.f.) Soto Arenas & Salazar, Orquídea (Ciudad de México), n.s., 13: 147 (1993)
- Rhynchostele cervantesii (Lex.) Soto Arenas & Salazar, Orquídea (Ciudad de México), n.s., 13: 148 (1993)
- Rhynchostele cordata (Lindl.) Soto Arenas & Salazar, Orquídea (Ciudad de México), n.s., 13: 148 (1993)
- Rhynchostele ehrenbergii (Link, Klotzsch & Otto) Soto Arenas & Salazar, Orquídea (Ciudad de México), n.s., 13: 149 (1993)
- Rhynchostele galeottiana (A.Rich.) Soto Arenas & Salazar, Orquídea (Ciudad de México), n.s., 13: 149 (1993)
- Rhynchostele hortensiae (Lucas Rodr.) Soto Arenas & Salazar, Orquídea (Ciudad de México), n.s., 13: 149 (1993)
- Rhynchostele × humeana (Rchb.f.) Soto Arenas & Salazar, Orquídea (Ciudad de México), n.s., 13: 149 (1993)
- Rhynchostele maculata (Lex.) Soto Arenas & Salazar, Orquídea (Ciudad de México), n.s., 13: 150 (1993)
- Rhynchostele madrensis (Rchb.f.) Soto Arenas & Salazar, Orquídea (Ciudad de México), n.s., 13: 150 (1993)
- Rhynchostele majalis (Rchb.f.) Soto Arenas & Salazar, Orquídea (Ciudad de México), n.s., 13: 150 (1993)
- Rhynchostele oscarii Archila, Selbyana 27: 14 (2006)
- Rhynchostele pygmaea (Lindl.) Rchb.f., Bot. Zeitung (Berlín) 10: 770 (1852)
- Rhynchostele rossii (Lindl.) Soto Arenas & Salazar, Orquídea (Ciudad de México), n.s., 13: 151 (1993)
- Rhynchostele stellata (Lindl.) Soto Arenas & Salazar, Orquídea (Ciudad de México), n.s., 13: 151 (1993)
- Rhynchostele uroskinneri (Lindl.) Soto Arenas & Salazar, Orquídea (Ciudad de México), n.s., 13: 151 (1993)
- Rhynchostele × vexativa (Rchb.f.) Soto Arenas & Salazar, Orquídea (Ciudad de México), n.s., 13: 151 (1993)